# ماريو باريتش
ماريو باريتش هو لاعب كرة قدم بوسني في مركز الدفاع، ولد في 15 أبريل 1985 في تراونيك في البوسنة والهرسك. لعب مع نادي ساراييفو ونادي سلافن بيلوبو ونادي غينت ونادي فويفودينا.

## وصلات خارجية
- ماريو باريتش على موقع قاعدة بيانات كرة القدم.إي يو (الإنجليزية)
- ماريو باريتش على موقع Soccerway.com (الإنجليزية)